# فاكافيل
فاكافيل (بالإنجليزية: Vacaville)‏ هي إحدى مدن مقاطعة سولانو، كاليفورنيا. تم إعطاءها لقب مدينة في 9 أغسطس، 1892.

## المناخ
يظهر الجدول التالي التغييرات المناخية على مدار السنة لفاكافيلي:
| البيانات المناخية لـفاكافيلي      | البيانات المناخية لـفاكافيلي | البيانات المناخية لـفاكافيلي | البيانات المناخية لـفاكافيلي | البيانات المناخية لـفاكافيلي | البيانات المناخية لـفاكافيلي | البيانات المناخية لـفاكافيلي | البيانات المناخية لـفاكافيلي | البيانات المناخية لـفاكافيلي | البيانات المناخية لـفاكافيلي | البيانات المناخية لـفاكافيلي | البيانات المناخية لـفاكافيلي | البيانات المناخية لـفاكافيلي | البيانات المناخية لـفاكافيلي |
| الشهر                             | يناير                        | فبراير                       | مارس                         | أبريل                        | مايو                         | يونيو                        | يوليو                        | أغسطس                        | سبتمبر                       | أكتوبر                       | نوفمبر                       | ديسمبر                       | المعدل السنوي                |
| --------------------------------- | ---------------------------- | ---------------------------- | ---------------------------- | ---------------------------- | ---------------------------- | ---------------------------- | ---------------------------- | ---------------------------- | ---------------------------- | ---------------------------- | ---------------------------- | ---------------------------- | ---------------------------- |
| الدرجة القصوى °ف (°م)             | 81 (27)                      | 82 (28)                      | 91 (33)                      | 99 (37)                      | 105 (41)                     | 115 (46)                     | 116 (47)                     | 114 (46)                     | 112 (44)                     | 105 (41)                     | 91 (33)                      | 78 (26)                      | 116 (47)                     |
| متوسط درجة الحرارة الكبرى °ف (°م) | 56 (13)                      | 62 (17)                      | 68 (20)                      | 74 (23)                      | 82 (28)                      | 90 (32)                      | 96 (36)                      | 95 (35)                      | 91 (33)                      | 80 (27)                      | 66 (19)                      | 56 (13)                      | 76 (25)                      |
| متوسط درجة الحرارة الصغرى °ف (°م) | 39 (4)                       | 42 (6)                       | 45 (7)                       | 47 (8)                       | 52 (11)                      | 57 (14)                      | 60 (16)                      | 59 (15)                      | 57 (14)                      | 52 (11)                      | 44 (7)                       | 39 (4)                       | 49 (10)                      |
| أدنى درجة حرارة °ف (°م)           | 18 (−8)                      | 16 (−9)                      | 26 (−3)                      | 29 (−2)                      | 32 (0)                       | 36 (2)                       | 40 (4)                       | 39 (4)                       | 39 (4)                       | 31 (−1)                      | 22 (−6)                      | 17 (−8)                      | 16 (−9)                      |
| الهطول إنش (مم)                   | 5.33 (135)                   | 5.41 (137)                   | 3.53 (90)                    | 1.30 (33)                    | 0.74 (19)                    | 0.10 (2.5)                   | 0 (0)                        | 0.06 (1.5)                   | 0.27 (6.9)                   | 1.20 (30)                    | 3.13 (80)                    | 5.23 (133)                   | 26.3 (667.9)                 |
| المصدر:                           |                              |                              |                              |                              |                              |                              |                              |                              |                              |                              |                              |                              |                              |

## أعلام
- آموس أرثر هيلر
- بوني ماكي
- توماس وليامز
- جاريت بوش